# Martina Miedl

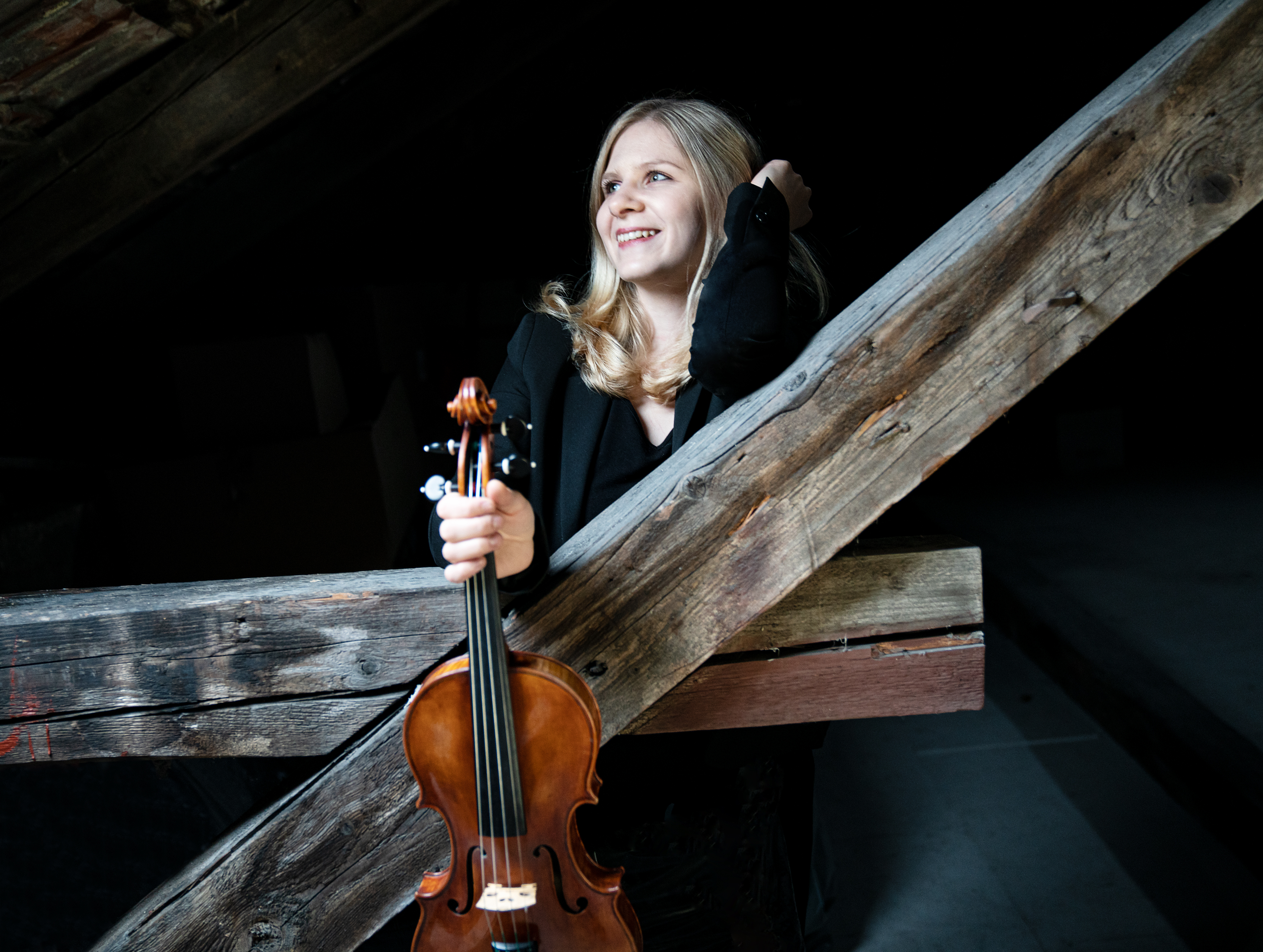
Martina Miedl, Wien 2021

Martina Miedl (* 27. April 1996 in Judenburg, Steiermark) ist eine österreichische Violinistin.

## Leben
Martina Miedl erhielt ihren ersten Violinunterricht im Alter von acht Jahren von Alexandra Ruth Rappitsch an der Musikschule Fohnsdorf. 2013 wurde sie als Jungstudentin in die Violinklasse von  Krzysztof Wegrzyn an der Hochschule für Musik, Theater und Medien Hannover aufgenommen, wo sie 2019 mit dem Bachelor of Music abschloss. Anschließend setzte sie ihr Studium bei Christian Altenburger an der Universität für Musik und darstellende Kunst Wien fort. Weitere musikalische Impulse erhielt sie unter anderem bei Meisterkursen von Lewis Kaplan, Michael Frischenschlager, Erich Gruenberg und Eugeniy Chevkenov. Beim Internationalen Musikforum Trenta 2016 sowie bei der Angelika Prokopp Sommerakademie der Wiener Philharmoniker 2018–2020 sammelte sie ihre wichtigsten Kammermusik- und Orchester-Erfahrungen.
Nach einem Zeitvertrag bei den 2. Violinen der Wiener Staatsoper/Wiener Philharmoniker gewann sie im Dezember 2020 ebenda das Probespiel für die Tuttistelle und ist seit September 2021 fix engagiert. 2024 folgte die Aufnahme in den Verein der Wiener Philharmoniker.

## Auszeichnungen
- 2006: 3. Preis Concorso Internazionale per Giovani Strumentisti „Euritma“, Povoletto, Italien
- 2007: 1. Preis Concorso Internazionale per Giovani Strumentisti „Euritma“, Povoletto, Italien
- 2008: 2. Preis ex-aequo Concorso Europeo „Alfredo e Vanda Marcosig“[4] Gorizia, Italien
- 2009: 1. Preis ex-aequo Concorso Europeo „Alfredo e Vanda Marcosig“[5] Gorizia, Italien
- 2013:  zwei 1. Preise in zwei unterschiedlichen Kategorien  Young Talents with orchestra[6]Barlassina, Italien
- 2013: Honorable Mention + Konzerttournee beim Rundfunkwettbewerb Concertino Praga[7], Prag, Tschechien
- 2015: Musica Juventutis (Auftritt im Wiener Konzerthaus)[8]
- 2015: 1. Preis Prof. Dichler Wettbewerb im Rahmen des Wiener Musikseminars
- 2016: Deutschland-Stipendium Hochschule für Musik, Theater und Medien Hannover
- 2017: Semifinalistin„Young Virtuosos“-Wettbewerb Sofia, Bulgarien

- 2018: 1. Preis Grand Prize Virtuoso[9], Wien

Im Oktober 2011 spielte die junge Geigerin in der Sendereihe „Talente im Funkhaus“ im ORF-Landesstudio Vorarlberg ihr Debütkonzert, im Jänner 2012 und im Juni 2015 wurde sie in der Sendereihe INTRADA auf Ö1 porträtiert.
Martina Miedl gewann außerdem zahlreiche Preise beim österreichischen Jugendmusikwettbewerb Prima la Musica.
Sie war außerdem während ihrer Studienzeit in Hannover Stipendiatin von Yehudi Menuhin Live Music Now Hannover e.V.

## Konzerte
Martina Miedl trat als Solistin u. a. mit dem Tonkünstler-Orchester Niederösterreich, dem Niedersächsischen Staatsopernorchester, der NDR Radiophilharmonie, dem Südwestdeutschem Kammerorchester Pforzheim, dem Universitätsorchester Leoben und dem Joseph-Haydn-Orchester Bruck an der Mur auf. Weitere solistische und kammermusikalische Konzerterfahrungen sammelte sie in Slowenien, Tschechien, Bulgarien, Deutschland, Italien (Teatro La Fenice), in den Niederlanden und der Schweiz. In Österreich war sie solistisch u. a. im Festspielhaus St. Pölten, im Auditorium Grafenegg, im Musikverein für Graz, im Wiener Konzerthaus sowie im Wiener Musikverein zu hören.

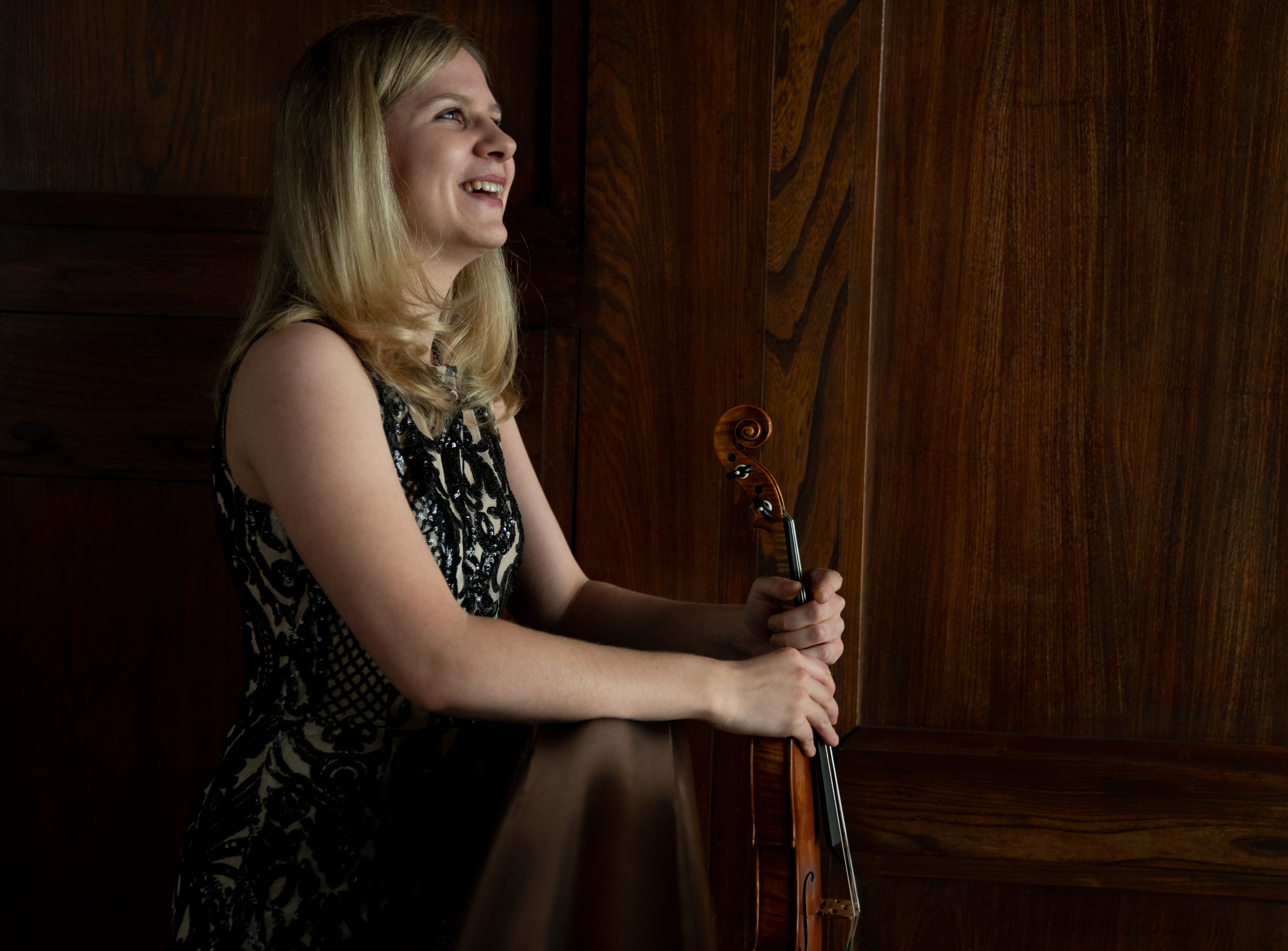

Martina Miedl musiziert regelmäßig in kammermusikalischer Besetzung mit ihren Kollegen der Wiener Philharmoniker. So spielte sie zum Beispiel beim Festakt zur Eröffnung des sanierten Wiener Parlamentsgebäudes im Jänner 2023 und bei der Trauerfeier des Schauspielers Peter Simonischek im Wiener Burgtheater.
Martina Miedl spielt eine neu gebaute Violine, ein Amati-Modell, erbaut 2009 von Geigenbaumeister Ekkard Seidl aus Markneukirchen.